# Azat Miftachov
Azat Fanisovič Miftachov (rusky Азат Фанисович Мифтахов, tatarsky Азат Фәнис улы Мифтахов, Azat Fänis ulı Miftaxov, narozen 22. března 1993 v Nižněkamsku) je ruský matematik tatarské národnosti, aspirant Fakulty mechaniky a matematiky Moskevské státní univerzity. Azat Miftachov byl 1. února 2019 s dalšími studenty Lomonosovovy univerzity zatčen pro údajné podezření z výroby výbušnin. Miftachov měl prý tehdy rozbít okno kanceláře vládnoucí strany Jednotné Rusko a vhodit do ní dýmovnici. Sám aspirant tvrdí, že čin nespáchal. Za tento čin byl 18. ledna odsouzen k šesti letům vězení. Azat Miftachov svou vinu neuznal. Věří, že je souzen za své politické názory. Několik desítek uznávaných vědců vyzvalo organizační výbor Mezinárodního kongresu matematiků (anglicky The International Congress of Mathematicians, ICM), aby apeloval na ruské úřady s žádostí o Miftachovovo propuštění. Za propuštění Azata Miftachova se kromě kolegů matematiků a aktivistů již dřív postavili Noam Chomsky, David Graeber a mnoho dalších.